# Flée (Sarthe)
Flée – miejscowość i gmina we Francji, w regionie Kraj Loary, w departamencie Sarthe.
Według danych na rok 1990 gminę zamieszkiwało 470 osób, a gęstość zaludnienia wynosiła 27 osób/km² (wśród 1504 gmin Kraju Loary Flée plasuje się na 858. miejscu pod względem liczby ludności, natomiast pod względem powierzchni na miejscu 674.).